# 懺悔
懺悔（ざんげ、さんげ）とは、それぞれの宗教における神、聖なる存在の前にて、罪の告白をし､悔い改めることをいう。
なお、宗教を問わず「懺悔」という語の本来の読みは「さんげ」であるが、現在では一般的に「ざんげ」と読まれる（キリスト教の項を参照）。仏教では現在でも「さんげ」と読まれる。

## 仏教における懺悔
仏教において懺悔（さんげ）とは、自分の過去の罪悪を仏、菩薩、師の御前にて告白し、悔い改めること。本来はサンスクリット語で「忍」の意味を持つ。半月ごとに行われる布薩では地域の僧侶が犯した罪を告白し懺悔するほか、自恣という僧侶同士が互いに罪を告白しあう行事もあった。
また、懺悔文という偈文があるほか、山岳修験では登山の際に「懺悔、懺悔、六根清浄」と唱える。

### 天台宗懺法
天台宗の法要儀式には懺法（せんぼう）と言うものがある。懺法とは、自ら知らず知らずの内に作った諸悪の行いを懺悔（さんげ）して、お互いの心の中にある「むさぼり・怒り・愚痴」の三毒を取り除き、自分の心をさらに静め清らかにする儀式である。12世紀中頃には宮中行事の一つでもあった。
『吾妻鑑』の記述には、12世紀終わりの正治2年（1200年）2月2日条に、頼朝没後、将軍家北条政子が法華堂において法華懺法を始行せられる、という記事が見られる。武家の政道が始まり、約15年後には懺法が行われていた事になる。
- 法華懺法 - 法華経を読み儀式を行う。天台宗懺法もこの分類に入る。
- 観音懺法 - 観世音菩薩を本尊として儀式を行う。
- 阿弥陀懺法
- 吉祥懺法

また、懺法と同様に、懺悔する儀式に悔過（けか）がある。記述例として、『日本書紀』皇極天皇元年（642年）6月25日条に悔過を行った記録があるが、その理由は、雨乞いのために牛馬を生贄に出したが効き目がなかったので、仏の教えに従って悔過をして雨乞いしたというものである（道教的儀礼から仏教的儀礼を採用した形である）。

### 修験道
仏教の影響を多分に受けた修験道においても懺悔は行われ、山祇（山神）の好む秘密告白と祓えとの一分岐である。懺悔をする対象が直接的であり、修行の一環でもある（この点において、仏教ともキリスト教とも異なる）。

## キリスト教における懺悔
現在、キリスト教や一般語としては、通常「ざんげ」と読まれるが、「懺」を濁音で「ざん」と読むことは本来的でない。亀井孝は、この語が「慙愧懺悔」という複合形式で用いられることが多かったため、慙愧（ざんぎ）の語形に引きづられて懺悔も「ざんげ」と読まれるようになった可能性を指摘しており、前出の複合語「ざんぎ-さんげ」を単に連濁形で読むだけでも「ざんげ」に変化することから、総じて受容されやすかったと考えられる。
「懺悔」は聖公会などで多用される語彙であるが、キリスト教の全ての教派で日常的に使われる表現ではない。カトリック教会での秘跡は「ゆるしの秘跡」と呼ばれ、正教会での機密は「痛悔機密」と呼ばれる。